# St. Martin (Lohkirchen)

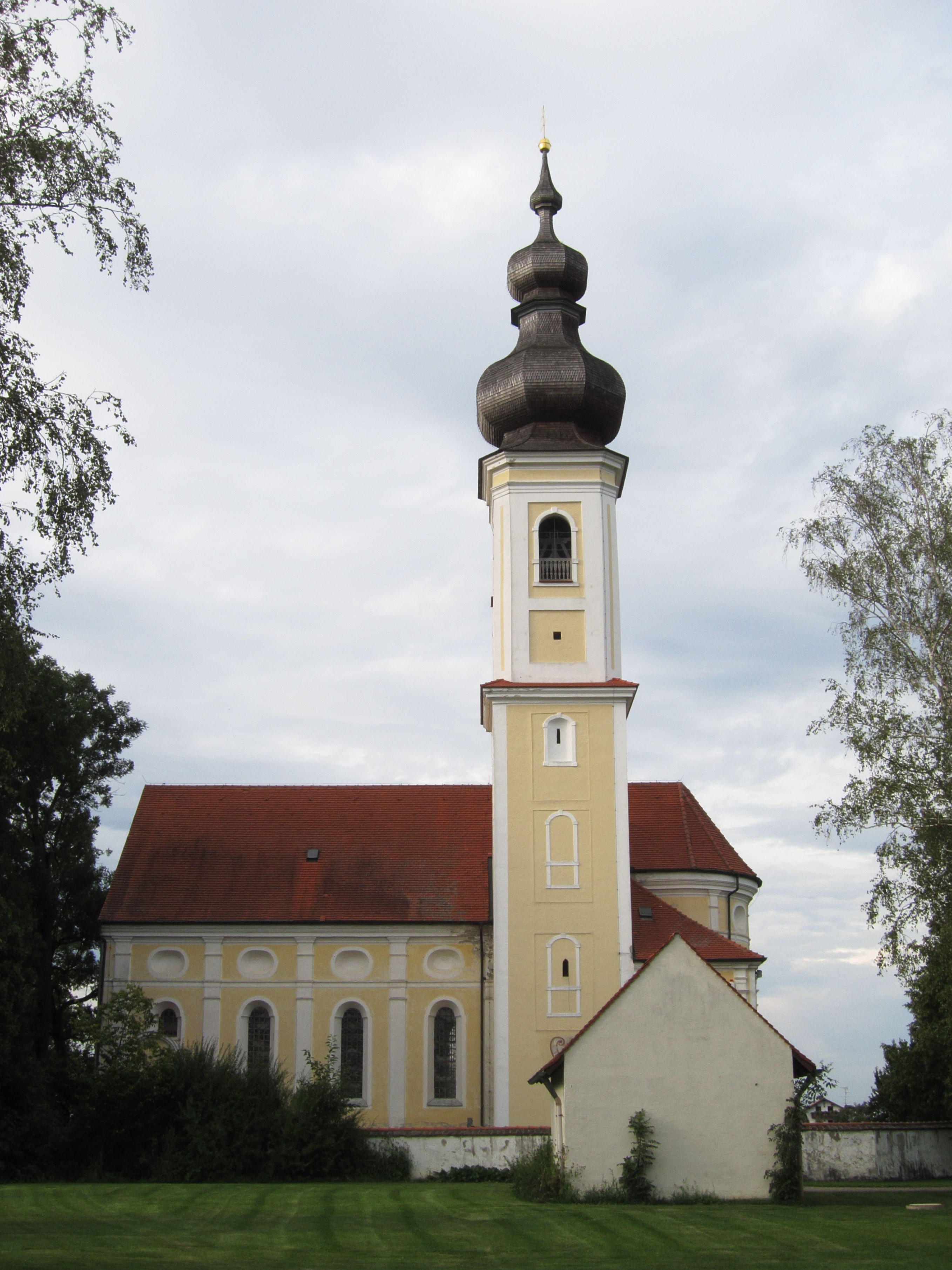
St. Martin in Lohkirchen

Die römisch-katholische Filialkirche St. Martin steht in Lohkirchen, einem Gemeindeteil von Fraunberg im oberbayerischen Landkreis Erding. Das Bauwerk ist in der Liste der Baudenkmäler in Fraunberg als Baudenkmal unter der Nr. D-1-77-120-10 eingetragen. Die Kirche gehört zum Dekanat Erding im Erzbistum München und Freising.

## Beschreibung
Die barocke Saalkirche wurde 1726/29 nach einem Entwurf von Anton Kogler erbaut. Sie besteht aus dem Langhaus zu vier Jochen, dem eingezogenen, halbrund geschlossenen Chor zu zwei Jochen im Osten und dem Chorflankenturm mit Welscher Haube an der Südwand des Chors. Im mit abgeschrägten Ecken versehenen obersten Geschoss des Turms steht der Glockenstuhl.
Der Innenraum des Langhauses ist mit einem segmentbogigen Tonnengewölbe überspannt. Das Retabel des um 1680 aufgestellten Hochaltars wird von den Assistenzfiguren Johannes des Täufers und des Apostels Johannes flankiert. Vor dem Chorbogen befindet sich eine Mondsichelmadonna aus der Werkstatt des Hans Leinbergers.